# 嗚呼野球人生一直線
嗚呼野球人生一直線（ああやきゅうじんせいいっちょくせん）1992年12月25日にサミーから発売された。野球をテーマにしたボードゲームソフトである。

## 概要
プロ野球選手になり契約金の額を競う双六式ゲーム。始めに名前と顔を決め、幼稚園と小学校のマップからスタートし、ルーレットでボタンを押すとマスの配置が決まる。一ターン目のみパワーバーで何マス進むか決定し、以後は太陽とジャンケンをしグーで勝ったら三マス、パーなら四マス、チョキなら六マス進む。（負けると一回休み）そのマスでのイベント次第によりプレイヤーのステータスの数値が上下する。
以後、ミニゲームをこなし、中学生マップになるとパワーバー、高校生マップではピッチャーが投げた球を打ち返した先に書かれてある数で出目が決まる。
最終的に高校を卒業し、ドラフト会議（指名されなかった場合ハワイ留学となりゲーム続行）で指名順位と最低契約金額が決まり契約交渉におけるボーナスゲームの成績により最終的な契約金額が決まり、一番多い額のプレイヤーが優勝となる。

## マス
- 豚・牛乳-主に体作りのイベントが起こる。
- 腕-体力アップに関するイベントが起こる。
- 星-アクシデントマス。ランダムのイベントが起こる。
- ボール-後述。
- 池-一回休み。

## ステータス
- 身長・体重
- 体力
- 人気-ドラフトの指名順位、契約金が決まる。
- ボール-ボーナスゲームで投げられる球の数